# Umanella caerulea
Umanella caerulea är en stekelart som beskrevs av Ian D. Gauld 1991. Umanella caerulea ingår i släktet Umanella och familjen brokparasitsteklar. Inga underarter finns listade i Catalogue of Life.